# Уошбонд, Алан
Алан Морган «Эл» Уошбонд (англ. Alan Morgan "Al" Washbond; 14 октября 1899, Кин-Валли — 30 июля 1965, Платсберг) — американский бобслеист, чемпион зимних Олимпийских игр 1936 года среди экипажей двоек вместе с Айвеном Брауном.

## Биография
Уошбонд начинал заниматься бобслеем со своим братом Бадом, но затем стал выступать с Айвеном Брауном. В 1930-е годы соревновался среди экипажей двоек, представлял клуб «Кин-Валли». В 1935, 1938 и 1939 годах становился чемпионом США, а также чемпионом мира среди любителей в 1934, 1938 и 1939 годах. В 1936 году завоевал титул олимпийского чемпиона в Гармиш-Партенкирхене. Прожил большую часть жизни в Кин-Вэлли, где управлял несколькими туристическими лагерями. Его сын Уэйтман Уошбонд также стал бобслеистом и соревновался в бобслее на играх 1948 и 1956 годов.